# الهيكل التنظيمي للكريغسمارينه
يشير الهيكل التنظيمي للكريغسمارين إلى الهيكل التشغيلي والإداري للبحرية الألمانية في الفترة من 1935 إلى 1945. تم توريث العديد من المبادئ التنظيمية للكريغسمارينه من سابقتها الرايشسمارين. في الحرب العالمية الثانية، توسعت مهام كريغسمارين لتشمل مناطق ومسؤوليات إضافية، أهمها احتلال فرنسا ومعركة الأطلسي.

## القيادة العليا البحرية

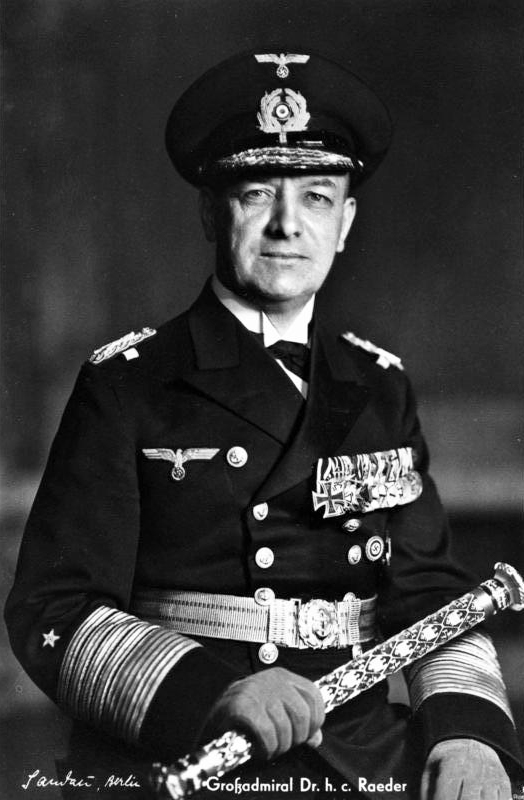
كان إريك رايدر أطول قائد الخدمة على راس البحرية الالمانية النازية كريغسمارين، حيث شغل هذا المنصب ما يقرب من ثماني سنوات، قبل أن يستقيل بسبب خلافات في السياسة البحرية مع أدولف هتلر.

- إريك رايدر: 1935-1943 (شغل أيضًا منصب في الرايخسمارين سينك)
- كارل دونيتز: 1943-1945 (شغل سابقًا منصب قائد الغواصات)
- هانز جورج فون فريدبرج: مايو 1945 (خدم لمدة 22 يومًا حتى انتحاره)
- والتر ورزيشا: مايو - يونيو 1945 (خدم لمدة شهر واحد حتى تم حل المنصب)

لم تحافظ الكريغسمرين على فرع مستقل للاستخبارات البحرية، ولكنها أعتمدت على وكالة الأستخبارات العسكرية أبفير، التي نسقت عمليات الاستخبارات لجميع فروع القوات المسلحة الألمانية. كان الأدميرال فيلهلم كاناريس قائد وكالة الأستخبارات العسكرية أبفير في معظم فترة وجودها حتى تم استبداله قبل مؤامرة 20 يوليو ضد هتلر. بعد ذلك تم دمج أبفير في Sicherheitsdienst تحت إدارة الشوتزشتافل تحت قيادة Walter Schellenberg.

### قائد الأسطول
كان قائد أسطول البحرية الألمانية النازية كريجسمارين - والذي كان عضواً في القيادة العليا للبحرية- هو أعلى مسؤول إداري. لم يكن من يتولى هذا المنصب يقود أسطول بحري بالفعل، ولكنه كان منصبا أكثر قابلية للمقارنة مع منصب رئيس العمليات البحرية أو مفتش البحرية في العصر الحديث.

## أنواع أوامر البحرية
تم تعيين قادة من القوات البحرية بشكل دائم كضباط إداريين يشرفون على التطوير والنشر، وفي بعض الحالات يديرون أنشطة تشغيلية لمختلف فئات السفن البحرية الألمانية.

## أوامر المجموعة البحرية
كانت قيادة المجموعة البحرية هي أعلى سلطة تشغيلية في كريغسمارين، وكانت تسيطر بشكل تكتيكي مباشر على جميع السفن والأفراد البحريين في منطقة مسؤوليتهم. على النقيض من الأساطيل الأخرى، لم يستخدم كريغسمرينه الأساطيل المرقمة، بل استخدمو المناطق الجغرافية. وبالتالي، لم يتم تعيين السفن بشكل دائم في مجموعة، ولكنها تم إدارتها من قِبل قائد من نوع ما، ثم تم نشرها تشغيليًا في منطقة قائد مجموعة بحرية معينة.